# Cats That Look Like Hitler

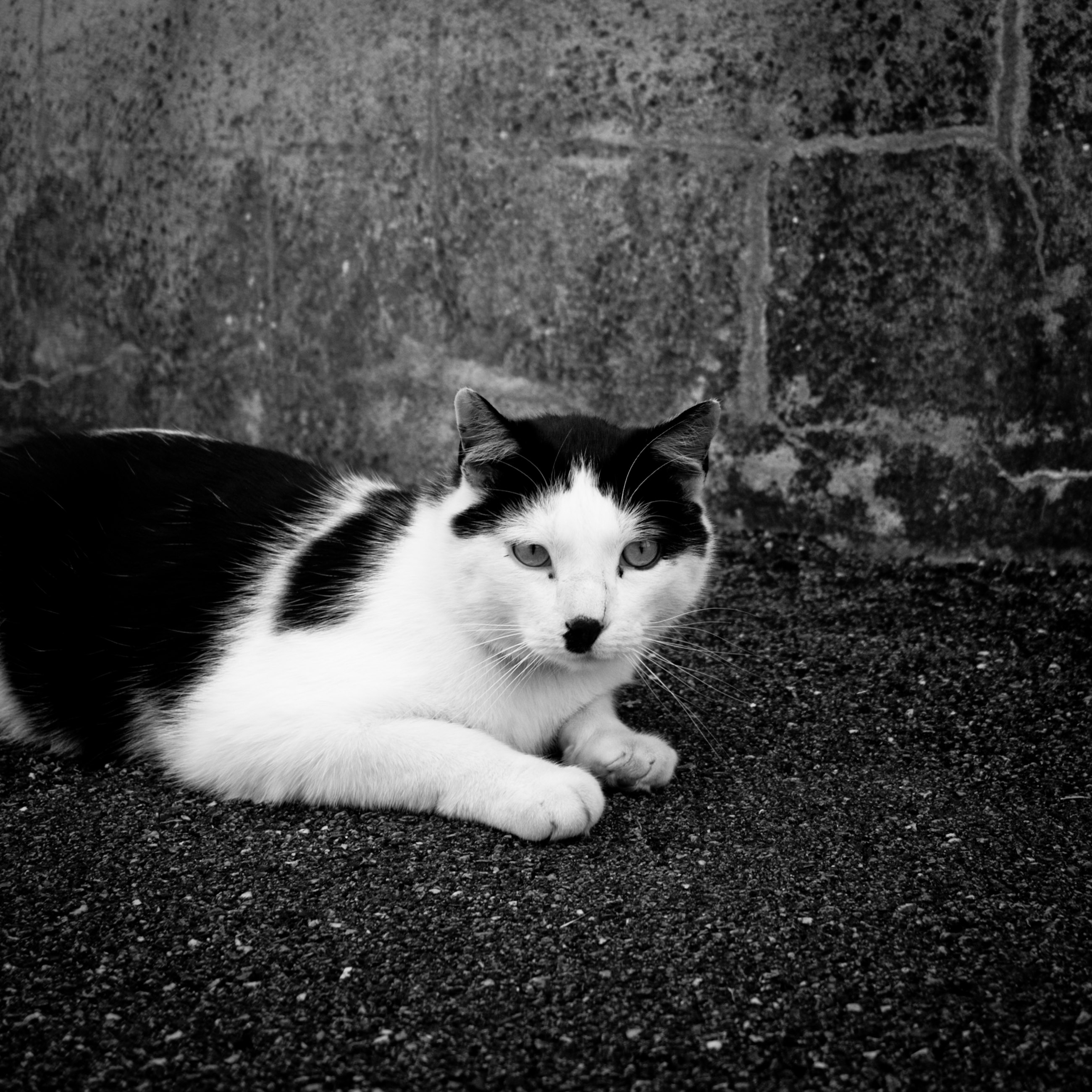
Un gato con una mancha negra debajo de la nariz que se parece un poco al bigote de cepillo de dientes de Hitler.

Cats That Look Like Hitler es un sitio web satírico que presenta fotografías de gatos que se parecen a Adolf Hitler, dictador de Alemania de 1933 a 1945. Estos gatos a menudo se denominan kitlers en Internet. La mayoría de los gatos son pintos, con una gran mancha negra debajo de la nariz, muy parecida al bigote de cepillo de dientes de Hitler, y otras características que sugieren una expresión típicamente severa. Algunos tienen parches negros diagonales en la cabeza que se asemejan al flequillo de Hitler. El sitio fue fundado por Koos Plegt y Paul Neve en 2006 y se hizo ampliamente conocido después de aparecer en varios programas de televisión en Europa y Australia. El sitio ahora está dirigido solo por Neve; en febrero de 2013 había aprobado fotografías de más de 7500 gatos. Aparentemente, el sitio ya no recibe mantenimiento, ya que la página web no se ha actualizado desde abril de 2014.

## En la cultura popular
Stephen Colbert mencionó el sitio en su serie de televisión The Colbert Report en julio de 2010. El sitio se mencionaba comúnmente en la ahora desaparecida revista australiana de videojuegos Total Gamer y se ha vuelto muy conocido en Nueva Zelanda desde que Brad Wattson mencionó en Edge Nightshow que su gato 'Piggles' era el "kitler" número 1 (gatito Hitler) en el mundo. El sitio también fue mencionado fugazmente en la película La Red Social.
Los gatos son un elemento básico popular de la cultura de Internet, y Cats That Look Like Hitler puede considerarse una rama de una fascinación cultural más amplia con los gatos en Internet . En 2011, The Daily Telegraph informó sobre un "kitler" que no pudo encontrar adopción debido a su parecido facial con el dictador.
El escritor de The Times, Ben Machell, ha entrevistado a los dueños de gatos parecidos como los del sitio y ha propuesto varias explicaciones posibles para la creación y popularidad de los gatos en Internet, incluyendo a Cats That Look Like Hitler. Machell menciona la naturaleza misteriosa y la personalidad del gato como un blanco perfecto para proyectar personalidad y emoción, y recuerda el culto a los gatos por parte de los antiguos egipcios.